# ジェンマブ
ジェンマブ（デンマーク語: Genmab A/S）は、デンマーク・コペンハーゲンに本社を置くバイオテクノロジー企業。慢性リンパ性白血病治療薬のオファツムマブ（Arzerra）や多発性骨髄腫治療薬のダラツムマブ（Darzalex）の特許を保有する。ナスダック・コペンハーゲン上場企業（Nasdaq Nordic GEN）。

## 沿革
1999年2月、 アメリカ・ニュージャージー州のMedarex（2009年にブリストル・マイヤーズ スクイブが買収併合）からスピンオフする形で、デンマークの投資会社BankInvest運営のFlorian Schönhartingが、新たな投資先として設立、翌年株式を上場しヨーロッパのバイオテクノロジー企業のIPOとしては過去最大の初値を記録した。
当初の研究開発対象はモノクローナル抗体であったが、ジェンマブの研究開発は程なく医薬品業界に認知され、ベンチャー投資の対象となった。2001年にエフ・ホフマン・ラ・ロシュと提携、2002年からオファツムマブの研究開発をスタートした。2006年にグラクソスミスクラインと提携、オファツムマブは同社との共同開発となった（オファツムマブは2009年にアメリカで使用承認を取得しグラクソスミスクラインにより販売開始、翌年1月欧州連合の承認を取得した）。医薬品メーカーではロシュ、グラクソスミスクラインのほか、アムジェンやルンドベックと提携関係を維持している。2015年11月、ジェンマブの開発したダラツムマブがアメリカで使用承認され（販売権はジョンソン・エンド・ジョンソンが取得）、翌年欧州連合の承認を取得した。
拠点はコペンハーゲンのほか、オランダ・ユトレヒト（Genmab B.V.）とアメリカ合衆国・ニュージャージー州（Genmab Inc.）および日本に設けられている。

## 日本におけるジェンマブ
日本法人「ジェンマブ株式会社」（Genmab K.K.）は2019年に東京に開設、現在はミッドタウン・タワーにオフィスを持つ。2012年以降、協和発酵キリンとバイスペシフィック抗体に関する共同研究を行っている。